# Der menschliche Makel (Roman)
Der menschliche Makel (englisch: The Human Stain) ist ein Roman des amerikanischen Schriftstellers Philip Roth, der im Jahr 2000 beim Verlag Houghton Mifflin erschien. Er bildet den Abschluss der „amerikanischen Trilogie“, die 1997 mit Amerikanisches Idyll (American Pastoral) eröffnet wurde und 1998 mit Mein Mann, der Kommunist (I Married a Communist) ihre Fortsetzung fand. Die deutsche Übersetzung von Dirk van Gunsteren publizierte im Jahr 2002 der Carl Hanser Verlag. 2003 entstand die gleichnamige Verfilmung von Robert Benton.

## Inhalt
Die Handlung spielt teils in den USA der 1990er Jahre, teils wird in Rückblenden das Leben des 1933 geborenen Protagonisten erzählt.
Nathan Zuckerman, jüdischer Schriftsteller und Ich-Erzähler, hat sich nach einer Prostataoperation von Manhattan in die Berkshire Mountains, Massachusetts, zurückgezogen. Sein Nachbar ist der sechs Jahre ältere, augenscheinlich ebenfalls jüdische Coleman Silk, ein Professor für Altphilologie und antike Literatur am nahegelegenen Athena College. Beide freunden sich an. In dieser Zeit scheidet Silk unfreiwillig aus dem Lehrbetrieb aus: Er hat zwei nie anwesende Teilnehmer an einem Seminar ironisch als „spooks“ (in deutscher Übersetzung als „dunkle Gestalten, die das Seminarlicht scheuen“) bezeichnet, ein Ausdruck, der als Abwertung von Schwarzen verstanden werden kann. Als sich herausstellt, dass die beiden Studenten tatsächlich Schwarze sind, wird ihm diese Äußerung als Rassismus ausgelegt. Es folgt ein Machtkampf am College, in dem sich Kollegen für frühere Konflikte mit Silk rächen, bis dieser entnervt aufgibt. Kurz darauf stirbt Silks Frau an einem Schlaganfall. Er macht die Querelen an der Universität dafür verantwortlich und bittet Zuckerman um die Niederschrift der Ereignisse, was dieser ablehnt. Das tut der Freundschaft jedoch keinen Abbruch.
Zwei Jahre später, im Jahr, als die Lewinsky-Affäre ganz Amerika in ihren Bann schlägt, hat Silk das Manuskript selbst vollendet, doch ist er an einer Veröffentlichung nicht mehr interessiert. Inzwischen hat ihn eine ganz andere Leidenschaft ergriffen: die Affäre mit der 34-jährigen Faunia Farley, Putzfrau an seinem College und Arbeiterin auf einer Farm mit Milchvieh. Die junge Frau ist mit 14 Jahren vor dem sexuellen Missbrauch durch ihren Stiefvater geflohen und hat mit 23 den unter einer schweren posttraumatischen Belastungsstörung leidenden Vietnamkriegsveteranen Lester Farley geheiratet. Lesters Gewalt, Faunias Untreue und der Tod der gemeinsamen Kinder durch einen Brand, den er ihr anlastet, führen zur Scheidung, beenden allerdings nicht Lesters obsessives Stalking.
Die Beziehung zwischen Silk und Faunia ist trotz der Unterschiede in Alter und sozialem Milieu für beide Seiten erfüllend, bleibt aber nicht geheim und löst einen Skandal aus. Insbesondere Silks früherer Protegé am College, Delphine Roux, prangert ihn in einem anonymen Brief an, in dem sie ihn der Unterdrückung und Ausbeutung einer wehrlosen Analphabetin bezichtigt. Die üble Nachrede zeigt Wirkung, und Silks Kinder wenden sich von ihm ab. Zudem kommt es zu einer gewalttätigen Auseinandersetzung mit Faunias Ex-Mann, die Silk um sein Leben fürchten und seinen Anwalt den Abbruch des Verhältnisses anraten lässt, allerdings vergeblich.
Am Vorabend von Silks 72. Geburtstag erhält Lester die Gelegenheit, seine Wut in die Tat umzusetzen: Auf der Rückfahrt von einer Nachbildung des Vietnam Veterans Memorial, die traumatische Erinnerungen in ihm auslöst, begegnet er Silk und Faunia und drängt ihr Fahrzeug mit seinem Pick-Up ab. Der Sturz in den Fluss ist für beide tödlich. In der Stadt verbreitet sich das Gerücht, der Unfall sei durch einen Oralverkehr während der Fahrt ausgelöst worden, während die Polizei schlicht von überhöhter Geschwindigkeit ausgeht. Nur Zuckerman ahnt, dass ein Dritter am Geschehen beteiligt gewesen sein muss, doch seine Forderung nach Aufklärung stößt bei Silks Kindern auf taube Ohren. Diese wollen lieber ihren Vater postum rehabilitieren und seine unstandesgemäße letzte Liebe totschweigen.
Erst bei der Beerdigung erfährt Zuckerman von Silks Schwester Ernestine, dass dieser ein besonders hellhäutiger Schwarzer gewesen ist, der seines beruflichen Fortkommens und seiner sozialen Stellung willen die Identität eines weißen Juden angenommen hat, was er zeitlebens seinen Bekannten und sogar seiner Frau verschwiegen hat. Auf der Fahrt zum Heimatort der Familie Silk begegnet  Zuckerman Lester auf einem zugefrorenen See beim Eisfischen. Lester lässt durchblicken, dass er Zuckermans Mitwisserschaft ahnt, und droht ihm. Zuckerman, der nun doch ein Buch über Silk schreiben will, bleibt die Gewissheit, dass er die Gegend wird verlassen müssen, sobald dieses erscheinen wird.

## Erzählstruktur
Der Roman weist zwei Erzählstränge auf, die miteinander verwoben sind: einerseits das Leben Silks, andererseits das, was Zuckerman von diesem Leben und vom Leben der anderen Erzählfiguren erfährt bzw. sich vorstellt. Beide Stränge sind zwar in sich selbst weitgehend chronologisch, bleiben es aber nicht mehr, wenn von dem einen zum anderen gewechselt wird. Beispielsweise erfährt Zuckerman erst nach Silks Tod von dessen wahrer Herkunft und den familiären Konflikten, die er auszustehen hatte, fügt aber als Autor des Buchs diese Erkenntnisse, bereichert um viele imaginierte Details, bereits in den ersten Kapiteln ein, wo es um Silks Jugendjahre geht. Das bringt es mit sich, dass ständig die Erzählperspektive zwischen dem Ich-Erzähler und dem allwissenden Erzähler wechselt, der sich in die verschiedenen Personen des Romans hineinversetzt und das Geschehen aus deren Sicht darstellt und kommentiert.

## Titel
Der titelgebende „menschliche Makel“ wird im Roman als jene Prägung beschrieben, die ein wildes Tier durch den Umgang mit Menschen davonträgt: „Die Berührung durch uns Menschen hinterlässt einen Makel, ein Zeichen, einen Abdruck. Unreinheit, Grausamkeit, Missbrauch, Irrtum, Ausscheidung, Samen – der Makel ist untrennbar mit dem Dasein verbunden.“ In diesem Sinne hat für Ulrich Greiner jede im Roman vorkommende Figur ihren Makel, den sie verborgen hält. So verleugnen sowohl Silk als auch seine Geliebte Faunia ihre Herkunft. Der „Makel“ stehe für das „Unreine, Verfehlte des Menschen. Nie kann er im Reinen mit sich selbst sein. Es bleibt immer ein untilgbarer Fleck.“ Paul Konrad Kurz bringt mit dem „Makel der Erbsünde“ eine theologische Deutung ins Spiel.
Der englische Begriff „stain“ hat jedoch auch ganz direkte Bezüge, etwa zur Hautpigmentierung und damit zu Silks verborgenem Geheimnis, aber auch zum „all-too-human stain“, dem allzu menschlichen präsidialen Spermafleck auf dem blauen Kleid Monica Lewinskys. Jeremy Green betrachtet den „stain“ ganz allgemein als ein Zeichen von Geheimnis und Scham, aber auch als ein Merkmal dessen, was den Menschen jenseits aller gesellschaftlichen Normen ausmache: seine Triebe, seine Sexualität, seine fleischlichen Gelüste. In diesem Sinne sei der „stain“ auch ein unveränderbares Zeichen des Widerstands des Menschen gegen alle sozialen Umerziehungsversuche, die sich etwa in einer Sprache der „gemeinsamen Verantwortung“ ausdrückten.

## Interpretationsansätze
Während es in anderen Romanen Philip Roths um jüdische Identität und Antisemitismus geht, sind hier die Unabhängigkeit von der Herkunft und Rassismus im Allgemeinen thematisiert. Coleman realisiert seine eigene Version des amerikanischen Traums, seine eigene Freiheit von den Banden der Familie und der ethnischen Zugehörigkeit. Dass er damit seine Mutter und seinen Bruder schwer kränkt und aus der Familie ausgestoßen wird, nimmt er dabei in Kauf. Nur mit seiner Schwester Ernestine hatte er bis an sein Ende lockeren Kontakt.
Weiteres Thema ist die Scheinheiligkeit der amerikanischen geistigen Elite, die ihren eigenen Idealen untreu ist. Der Romanheld Coleman bemüht sich, jeden Menschen als Individuum wahrzunehmen, obwohl diese sich als Gruppenwesen empfinden und als solche reagieren: „Die universitäre Kleinstadt repräsentiert die Allgemeinheit, die den Verdächtigungen glaubt und sie vermehrt, die einen der ihren zur Strecke bringt und richtet.“

## Übersetzung
Der deutsche Übersetzer Dirk van Gunsteren wies im Vorwort des Romans darauf hin, dass das Wortspiel um Coleman Silks vermeintlich rassistische Bemerkung nicht übersetzbar war. Im englischen Original verwendete Roth den Begriff „Spooks“, der sich als „Gespenster“ übersetzen lässt, aber bis in die 1950er Jahre auch eine abfällige Bezeichnung für Schwarze war. Um die Zweideutigkeit des originalen Ausdrucks ins Deutsche zu retten, wich van Gunsteren auf die Phrase „dunkle Gestalten“ aus. Für seine Übersetzung angelsächsischer Literatur, insbesondere die Übertragung von Der menschliche Makel erhielt van Gunsteren 2007 den Heinrich Maria Ledig-Rowohlt-Preis.

## Hintergrund
Einige Rezensionen von Der menschliche Makel sahen eine Inspiration für die Figur Coleman Silk im Leben des 1990 verstorbenen amerikanischen Literaturkritikers und Herausgebers der New York Times Anatole Broyard, der sich als Sohn von Kreolen ein Leben lang als Weißer ausgegeben hatte. Dazu gehörten Charles Taylor auf Salon.com sowie Michiko Kakutani und Lorrie Moore in der New York Times. Auch in späteren Publikationen wurde diese These immer wieder verbreitet. Philip Roth widersprach 2008 in einem Interview und erklärte, dass er erst Monate nachdem er mit dem Roman Der menschliche Makel begonnen habe durch einen Artikel von Broyards Passing erfahren habe.
Nachdem sich die Aussage auch im englischen Wikipedia-Artikel zum Roman wiederfand, veröffentlichte Roth im September 2012 einen Brief im New Yorker, in dem er klarstellte, dass es keine Verbindung seiner Romanfigur Coleman Silk zu Anatole Broyard gebe. Der Auslöser für den Roman sei ein Erlebnis seines Freundes Melvin Tumin gewesen, eines Soziologieprofessors in Princeton, der in seiner Soziologie-Klasse im Herbst 1985 denselben Ausspruch getätigt habe, den er im Roman Coleman Silk in den Mund legte. Ungeachtet einer langen akademischen Karriere, in der er sich gerade auch als Spezialist zu Rassenfragen einen Namen gemacht hatte, sah sich Tumin wie Silk einer Hexenjagd ausgesetzt und musste sich mit mehreren Erklärungen gegen den Vorwurf der „Hate Speech“ verteidigen.

## Adaptionen
Im Jahr 2003 entstand der Film Der menschliche Makel unter der Regie von Robert Benton. Die Hauptrollen spielten Anthony Hopkins (Coleman Silk), Nicole Kidman (Faunia Farley), Ed Harris (Lester Farley) und Gary Sinise (Nathan Zuckerman). Im selben Jahr produzierte der SWR ein Hörspiel in der Bearbeitung von Valerie Stiegele. Unter der Regie von Norbert Schaeffer sprachen unter anderem Jürgen Hentsch (Nathan Zuckerman), Michael Mendl (Coleman Silk), Sophie Rois (Faunia Farley) und Peter Dirschauer (Lester Farley). Das Hörspiel wurde von Der Hörverlag auf CD veröffentlicht.

## Auszeichnungen
Der menschliche Makel gewann im Jahr 2001 den PEN/Faulkner Award for Fiction (USA) und den WH Smith Literary Award (Großbritannien) sowie 2002 den Prix Médicis étranger (Frankreich). In Deutschland hielt sich der Roman drei Monate lang auf der SWR-Bestenliste und erreichte im März 2002 den ersten Rang.

## Ausgaben
- Philip Roth: The Human Stain. Houghton Mifflin, New York 2000, ISBN 0-618-05945-8.
- Philip Roth: Der menschliche Makel. Hanser, München 2002, ISBN 3-446-20058-4.
- Philip Roth: Der menschliche Makel. Rowohlt, Reinbek 2003, ISBN 3-499-23165-4.

## Sekundärliteratur
- Julia Faisst: ‘Delusionary Thinking, Whether White or Black or In Between?’ Fictions of Race in Philip Roth’s The Human Stain. In: Philip Roth Studies. 2, 2, 2006, S. 121–137.
- Derek Royal: Plotting the Frames of Subjectivity: Identity, Death, and Narrative in Philip Roth’s The Human Stain. In: Contemporary Literature. Vol. 47, Nr. 1, 2006, S. 114–140.
- Carlie Sorasiak: Philip Roth and America's Inexplicable War: Situating The Human Stain and American Pastoral within the Vietnam Canon. In: Postgraduate English. 27, 2013. (Webpublikation)